# Orexin
Orexin (hypocretin), er et protein, der dannes af nogle særlige hjerneceller, orexin-neuroner, i et lille område i hjernen, hypothalamus. 
Stoffet vedligeholder menneskets balance for søvn og opvågnen. Manglen af nævnte stof kan forårsage narkolepsi.